# 류마이역
류마이역(일본어: 竜舞駅, りゅうまいえき)은 일본 군마현 오타시에 있는 도부 철도 고이즈미 선의 역이다. 역 번호는 TI 47이다.

## 역사
- 1942년 5월 10일: 영업 개시.

## 역 구조
섬식 승강장 1면 2선의 지상역이다.

### 승강장
| 번호 | 노선        | 방향 | 행선                |
| ---- | ----------- | ---- | ------------------- |
| 1    | 고이즈미 선 | 상행 | 히가시코이즈미 방면 |
| 2    | 고이즈미 선 | 하행 | 오타 방면           |

## 역 주변
역 주변은 오타 시 교외의 주택가이다. 무인화 때보다 주택이 증가하고 있다.
- 오타 시 규하쿠 행정 센터
- 오타 시 운동 공원
- 오타 시립 규하쿠 중학교
- 오타 시립 규하쿠 초등학교
- 오타 류마이 우체국
- 군마 은행 오타 지점 류마이 출장소
- SUBARU 오이즈미 공장
- 기나야마 자동차 교습소
- 규하쿠 강
- 류나이 공원
- 군마 지방 도로 2호 마에바시타테바야시 선
- 군마 지방 도로 313호 오타오이즈미 선

## 인접역
| 도부 철도 고이즈미 선                    | 도부 철도 고이즈미 선 | 도부 철도 고이즈미 선 |
| ---------------------------------------- | --------------------- | --------------------- |
| TI 44 히가시코이즈미 히가시코이즈미 방면 |                       | 오타 TI 18 오타 방면  |